# Переробка ПЕТ-пляшок
Переро́бка ПЕТ-пляшо́к — це технологічний процес, направлений на переробку ПЕТ (Поліетилентерефталат) пляшки на сировину для повторного використання та зменшення кількості відходів, які направляються на звалища. Перероблена пляшка називається ПЕТ "пластівці" (PET flakes).

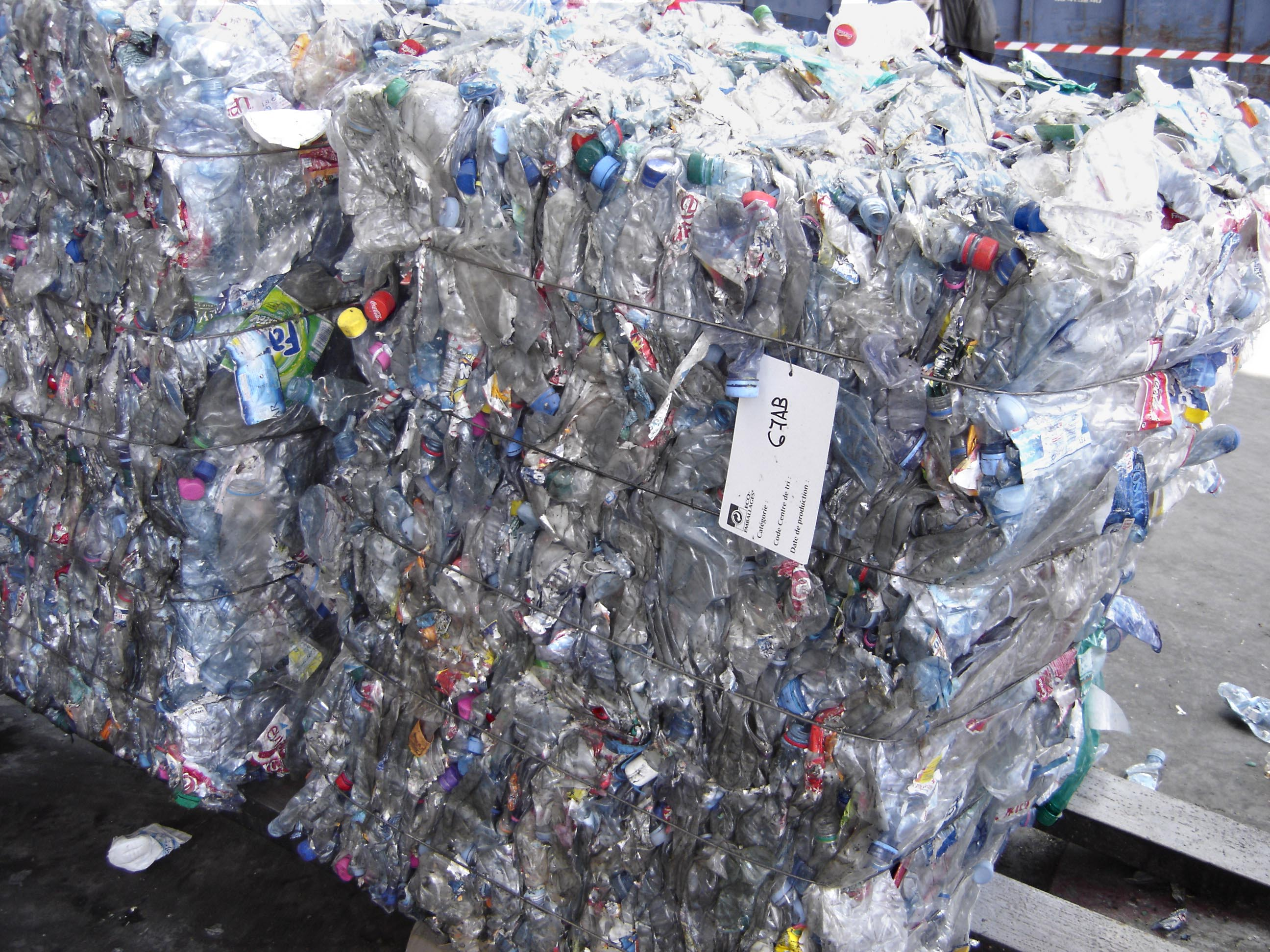
Сортовані пластикові пляшки готові до утилізації.

У багатьох країнах, ПЕТ-пластмаси кодуються кодом ідентифікації смоли з цифрою «1» в універсальному символі переробки, який, як правило, розташований в нижній частині контейнера або пляшки.

## Використання ПЕТ
ПЕТ використовується як сировина для виготовлення пакувальних матеріалів, таких як пляшки та контейнери для пакування широкого асортименту харчових продуктів та інших товарів народного споживання. Приклади включають безалкогольні напої, алкогольні напої, мийні засоби, косметика, фармацевтичні продукти і харчові олії. ПЕТ є одним з найбільш поширених і використовуваних споживчих пластмас.

## Процес

Код переробки ПЕТ-смоли

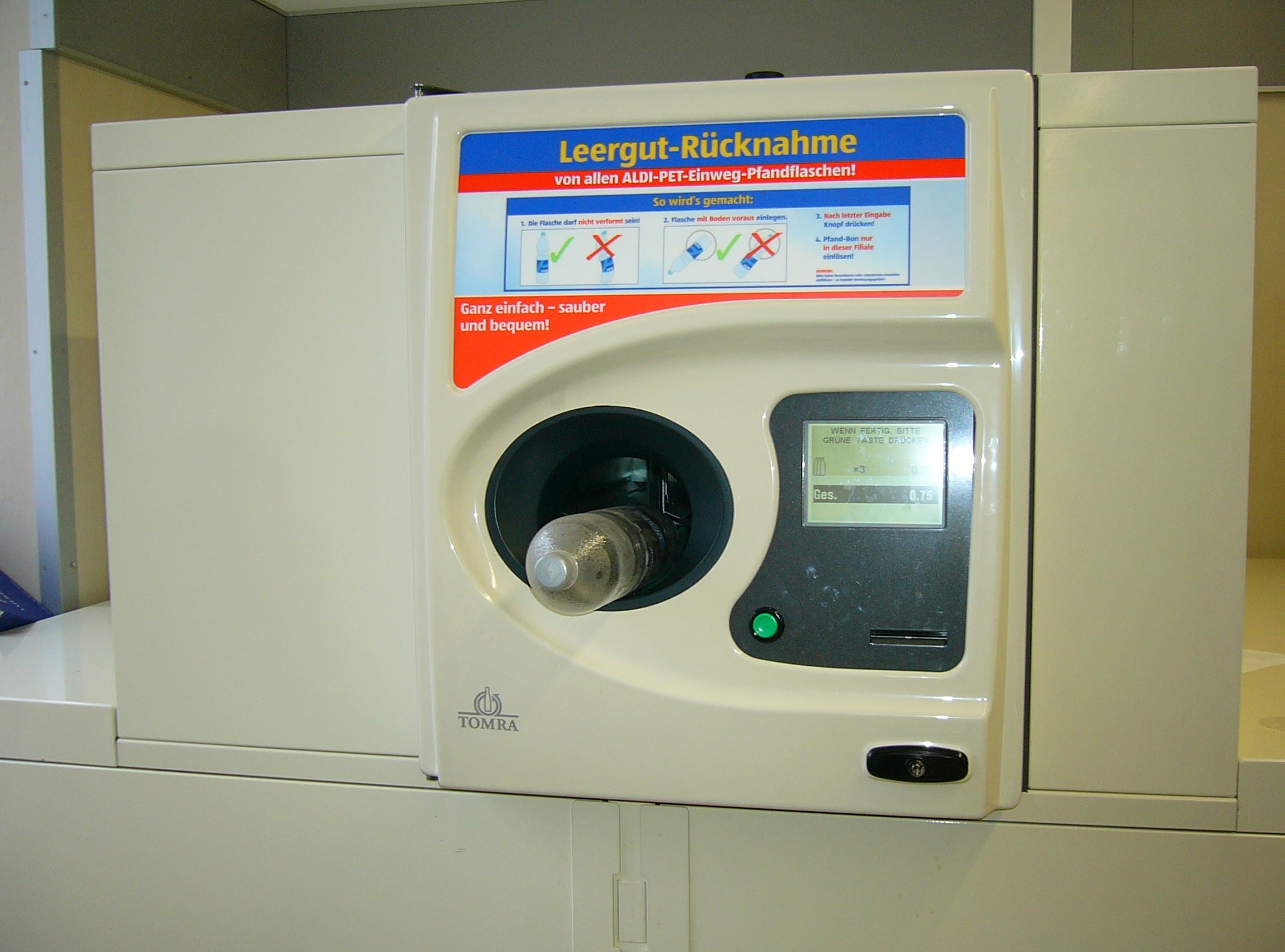
Зворотний торговий автомат для порожніх банкок напою і ПЕТ-пляшки в супермаркетах Aldi, Німеччина

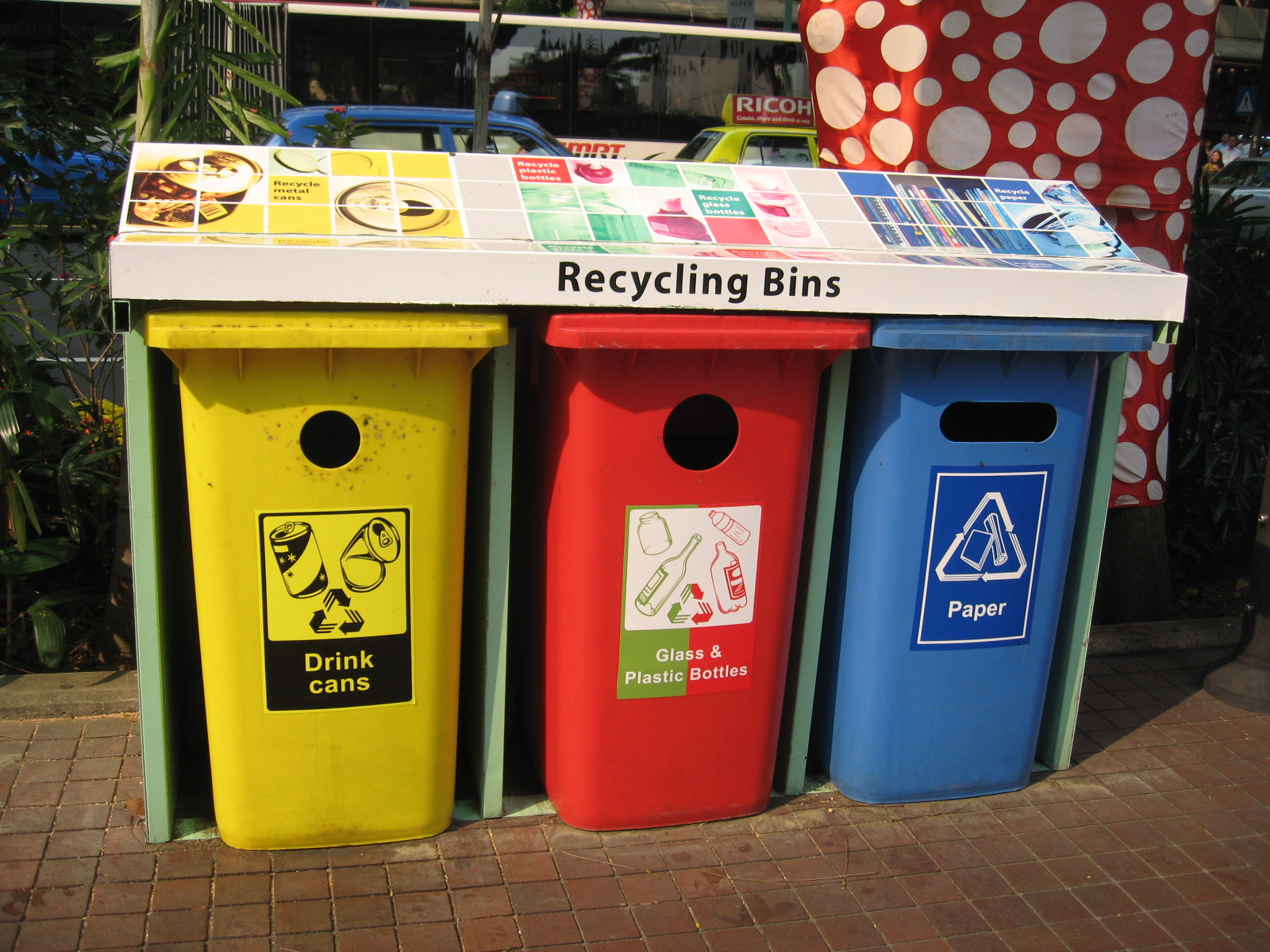
Сміттєві бункери для сортованого сміття (зазвичай включають один для скла та/або пластикові пляшки), подібні до цих (на фото: сміттєві баки в Сінгапурі)

Порожня ПЕТ-тара після використання споживачем стає ПЕТ-відходами. Багато місцевих органів влади та відомств збору відходів почали збирати такі ПЕТ-відходи окремо від інших побутових відходів. Крім того, деякі регіони США (і ін.країн) мають «депозит за пляшки» (англ. Container deposit legislation) — закріплений законом депозит, яким вимагається акумулювання певного розміру грошової застави при купівлі безалкогольних та алкогольних напоїв, соків, молока, води, та/або інших контейнерів у місці продажу цих товарів. Коли контейнер повертається до уповноваженого на викуп центру (або до первісного продавця в деяких юрисдикціях). Цей депозит повністю або частково відшкодовується і повертається після повернення пляшки.
В обох випадках зібрана після використання ПЕТ-тара в рециркуляційних центрах сортується і відокремлюється від інших матеріалів, таких як метал, предмети, що виготовлені з інших жорстких пластмас (ПВХ, поліетилен високої щільності, поліпропілен, гнучкі пластмаси, такі як ті, що використовуються для сумок (як правило, поліетилен низької щільності)), питні картонні коробки, скла, і все інше, що не зроблено з ПЕТ.

### Сортування
ПЕТ пляшки завжди розділяють на різні фракції за кольором: прозорий або безбарвний ПЕТ, ПЕТ синього кольору, зеленого та коричневого кольорів, а також в змішаній колірній гамі. Поява нових кольорів (таких, як бурштинове забарвлення пластикових пляшок пива) ще більше ускладнює процес сортування для переробної промисловості. При сортуванні окремо виділяється ПЕТ тара з-під олії.

### Переробка для продажу
Ці відсортовані ПЕТ пляшки пресують у тюки і пропонують для продажу на переробні підприємства. Безбарвний/блакитний вживаний ПЕТ зумовлює більш високі обсяги продажів і ціни в порівнянні з коричневою і зеленою фракціями. Фракції зі змішаних кольорів та тара з-під олії є найменш цінними.

### Подальша переробка
Подальший процес переробки включає в себе подрібнення матеріалу на дрібні фрагменти, миття та сушіння. Ці фрагменти, як і раніше містять залишки оригінального контенту, подрібнені паперові етикетки і пластикові ковпачки. Їх видаляється за допомогою різних технологічних процесів до початку дробління та під час процесів мийки та сушки, в результаті чого отримують чисті фрагменти ПЕТ (або «ПЕТ пластівці»). ПЕТ-пластівці використовуються як сировину для цілого ряду продуктів, які інакше були б зроблені з поліестеру. Приклади включають поліефірні волокна (основний матеріал для виробництва одягу, подушок, килимів і т. д.), поліефірні листи, обв'язки (бандажна стрічка), або назад в ПЕТ-пляшки і ін.
Також, в двох дослідженнях 2023 року, опублікованих в Science, описується економічно-ефективна методика переробки пластикових відходів (поліетилен та поліпропілен) в жирні кислоти, які згодом перетворюють промислові сурфактанти; та поліетиленових відходів в широкий спектр цінних хімічних речовин.

## Глобальна статистика
У всьому світі приблизно 5,8 млн тонн ПЕТ були зібрані в 2009 році. Це дало 4,7 млн тонн пластику. 3,4 млн тонн були використані для виробництва волокна, 0,5 млн тонн для виробництва пляшок, 0,5 млн тонн для виробництва APET листів для термоформування, 0,2 млн тонн для виробництва обв'язочної стрічки і 0,1 млн тонн для різних додатків.
Petcore, Європейська торговельна асоціація, яка сприяє збору та переробці ПЕТ, повідомила, що тільки в Європі, 1,45 млн тонн ПЕТ-пляшок було зібрано в 2010 році — понад 48,3% усіх пляшок.
ПЕТ пропускає видиме світло, тоді як скло є непроникним для ультрафіолетового випромінювання.